# 안녕하세요 황인용 김미화입니다
안녕하세요 황인용 김미화입니다는 대한민국의 방송국인 KBS의 라디오 채널 KBS 제2라디오에서 매일 오전 9시 5분부터 오전 11시까지 종영 방송된 방송인 황인용과 김미화가 진행하는 라디오 프로그램이다. 2002년 10월 20일 자로 1년 만에 폐지되었다.
한편, 김미화가 해당 프로그램을 통해 라디오 DJ 도전을 했으며   이로 인해 그 동안 출연한 TV 프로그램(개그콘서트 제외)에서 빠졌다(대발견 세상에 이런 법이-폐지 쇼 파워비디오-하차).

## 진행자
- 황인용 방송인 (남)
- 김미화 방송인 (여)

1. ↑  윤신철 (2001년 10월 25일). “[30문 30답] 라디오 DJ된 개그계 왕언니 김미화”. 매일경제. 2024년 9월 26일에 확인함.